# Gunnar Dedio
 (mai 2019).
Gunnar Dedio, né le 16 novembre 1969 à Rostock, est un producteur de cinéma et un entrepreneur allemand dans le secteur médiatique. Il est le fondateur et le directeur de la société de production cinématographique LOOKSfilm.

## Biographie
En 1995 Gunnar Dedio a fondé la société de production cinématographique LOOKSfilm. Parallèlement à son travail en tant que producteur, il a effectué un executive training à l’INSEAD, l’International Institute for Management Development (IMD) et à la MIT Sloan School of Management. Il a étudié à l’INSEAD auprès de Manfred F.R. Kets de Vries, Roger Lehman et Eric van der Loo puis a obtenu en 2016 le Executive Master in Consulting and Coaching for Change (EMCCC Wave 21).

### Producteur
Gunnar Dedio est internationalement connu grâce à la série documentaire Life Behind the Wall (2004), pour laquelle il a été récompensé par le prix Adolf-Grimme en 2005.    
En 2011 Gunnar Dedio a produit la série documentaire 14 - Des armes et des mots (2014) qu’il a conçue avec le réalisateur Jan Peter. Ayant reçu de nombreux prix, la série a été diffusée sur ARTE et la chaîne de télévision allemande Das Erste, suivies par d’autres chaînes internationales. Aux États-Unis 14 - Des armes et des mots a été lancée sur Netflix. 
D’autres productions et co-productions de Gunnar Dedio ont été réalisées en collaboration avec Netflix: Cuba, l'histoire secrète (2016), Tanks, dans l'enfer des combats (2017), et Bobby Kennedy for President (2018).
1918-1939 : Les Rêves brisés de l'entre-deux-guerres (2018), la suite de 14 - Des armes et des mots a été également réalisée par Gunnar Dedio et Jan Peter et produite principalement par Looksfilm. Cette série sur l'entre-deux-guerres a été créée en collaboration avec 23 chaînes de télévisions et a été diffusée en première sur Arte en septembre 2018.
Depuis 2010 Gunnar Dedio produit également des longs métrages comme par exemple ces co-productions primées à plusieurs reprises: Michael Kohlhaas (2013) avec Mads Mikkelsen et Bruno Ganz, Mademoiselle Paradis (2017) avec Maria Dragus et Devid Striesow et Une femme douce (Krotkaya, 2017) de Sergei Loznitsa.

## Filmographie
- 2004 : Life Behind the Wall (Damals in der DDR)
- 2009 : La Vie sauvage des animaux domestiques
- 2013 : Michael Kohlhaas
- 2014 : Jusqu'au dernier : la destruction des Juifs d'Europe
- 2014 : 14 - Des armes et des mots
- 2016 : Cuba, l'histoire secrète
- 2017 : Une femme douce
- 2017 : Mademoiselle Paradis
- 2017 : Tanks, dans l'enfer des combats
- 2018 : Bobby Kennedy for President
- 2018 : 1918-1939 : Les Rêves brisés de l'entre-deux-guerres